# Laure Fonta
Pour les articles homonymes, voir Fonta.
Laure Fonta, connue aussi comme Laure Fonti,, née Laure-Françoise Poinet le 30 janvier 1845 à Paris et morte 29 mai 1915 à Lagny-sur-Marne est une danseuse et historienne de la danse française.

## Biographie
Danseuse dans le corps de ballet de l'Opéra de Paris, puis coryphée dès 1860, elle se perfectionne avec Lucien Petipa. Elle joue le rôle de Fenella dans La Muette de Portici,. Avec Angelina Fioretti et Eugénie Fiocre, elle crée les divertissements classiques du répertoire de l'Opéra. Elle quitte l'Opéra en 1881.
Elle s'intéresse très tôt à l'histoire de la danse et aux danses historiques, plus particulièrement à l'Orchésographie de Thoinot Arbeau :
« Figurez-vous que cette danseuse, avec laquelle j'ai eu l'occasion d'avoir au foyer la plus intéressante des conversations, est une personne tout à fait surprenante : en dehors des moments où elle danse, elle est pour ainsi dire une sorte d'archéologue de la chorégraphie. En ce moment, elle fait ses délices de l'Orchésographie de Thoinot Arbeau, un traité de danse de cour et de bals écrit à la Renaissance. Est-ce original ! ».
C'est en 1888 qu'elle fait paraître la première réédition de l'Orchésographie, à Paris, chez Vieweg.
Elle meurt à Lagny-sur-Marne en 1915 et est enterrée au cimetière de Conches-sur-Gondoire.

## Représentations à l'Opéra de Paris
- 1863 : La Muette de Portici, opéra de Daniel-François-Esprit Auber, sur un livret d'Eugène Scribe et Germain Delavigne, Fenella[5],[9].
- 1863 : Giselle, reprise à l'opéra[10],[11].
- 1864 : Roland à Roncevaux, opéra d'Auguste Mermet, ballet réglé et dansé par Laure Fonta, Angélina Fioretti et Blanche Montaubry[12].
- 1865 : Le Roi d'Yvetot, ballet chorégraphié par Lucien Petipa, première à l'Opéra de Paris, Rosette[13].
- 1868 : Les Abeilles, ballet de La Juive de Fromental Halévy, avec Eugénie Fiocre[14].
- 1869 : Faust de Gounod, ballet chorégraphié par Henri Justamant et dansé par Angelina Fioretti, Laure Fonta et Eugénie Fiocre, 3 mars[7].
- 1872 : Ballet du 3e acte de Robert le diable, avec Blanche Montaubry[15].

## Œuvre
- Laure Fonta, Les Danses de nos pères. Reconstitution des anciennes danses des XVIIe et XVIIIe siècles avec gravures théorie, musique réglées pour amateurs à l'usage des salons, Paris, Choudens, 1895 (lire en ligne)